# Giovanni Battista Piasentini
Giovanni Battista Piasentini (Venezia, 31 luglio 1899 – Possagno, 31 agosto 1987) è stato un vescovo cattolico italiano.

## Biografia
Nato a Venezia il 31 luglio 1899, nel 1916 entrò nella Congregazione delle scuole di carità (Istituto Cavanis) di Venezia.
Il 22 giugno 1924 venne ordinato sacerdote dal cardinale patriarca di Venezia Pietro La Fontaine.
Nominato vescovo di Anagni il 18 febbraio 1946, il 19 marzo dello stesso anno ricevette l'ordinazione episcopale nella chiesa di Sant'Agnese a Venezia dalle mani del cardinale patriarca di Venezia Adeodato Piazza, co-consacranti il vescovo ausiliare di Venezia Giovanni Jeremich e il vescovo di Treviso Antonio Mantiero.
Il 31 gennaio 1952 venne nominato vescovo di Chioggia.
Celebrò il sinodo diocesano.
Promosse la costruzione della colonia Stella Maris e degli istituti professionali Cavanis di Chioggia e di Donada.
Il 1º luglio 1976, in accoglimento alla sua rinuncia all'ufficio pastorale per raggiunti limiti d'età, assunse, ipso iure, il titolo di vescovo emerito di Chioggia.
Il 31 agosto 1987 morì presso l'Istituto Cavanis di Possagno.
Riposa, in ottemperanza alla sua volontà, nella cattedrale di Santa Maria Assunta di Chioggia.

## Genealogia episcopale
La genealogia episcopale è:
- Cardinale Scipione Rebiba
- Cardinale Giulio Antonio Santori
- Cardinale Girolamo Bernerio, O.P.
- Arcivescovo Galeazzo Sanvitale
- Cardinale Ludovico Ludovisi
- Cardinale Luigi Caetani
- Cardinale Ulderico Carpegna
- Cardinale Paluzzo Paluzzi Altieri degli Albertoni
- Papa Benedetto XIII
- Papa Benedetto XIV
- Cardinale Enrico Enriquez
- Arcivescovo Manuel Quintano Bonifaz
- Cardinale Buenaventura Córdoba Espinosa de la Cerda
- Cardinale Giuseppe Maria Doria Pamphilj
- Papa Pio VIII
- Papa Pio IX
- Cardinale Alessandro Franchi
- Cardinale Giovanni Simeoni
- Cardinale Antonio Agliardi
- Cardinale Basilio Pompilj
- Cardinale Adeodato Piazza, O.C.D.
- Vescovo Giovanni Battista Piasentini, C.S.Ch.